# 杰勒德·斯沃普
杰勒德·斯沃普（英語：Gerard Swope，1872年12月1日 - 1957年11月20日）是美國電子業商人。他在1922年至1939年期間擔任通用電氣公司總裁，並從1942年至1944年再次擔任總裁。在此期間，杰勒德·斯沃普擴大了GE的產品範圍，將GE重新定位於家用消費電器上， 並提供消費者信用服務。

## 傳記
艾薩克·斯沃普（英語：Isaac Swope）與艾達（英語：Ida）在密蘇里州的聖路易斯生下杰勒德·斯沃普（英語：Gerard Swope），是德國裔猶太移民。
杰勒德·斯沃普在1895年毕业于麻省理工学院。他与瑪麗·達頓·希爾（英語：Mary Dayton Hill）结婚。 他是赫伯·拜亞德·斯沃普（英語：Herbert Bayard Swope）的兄弟，亨麗埃塔·希爾·斯沃普和約翰·斯沃普(英語：John Swope)的父亲。其子約翰·斯沃普(英語：John Swope)是好莱坞和生活杂志摄影师，娶知名女藝人桃樂絲·麥瑰爾（英語：Dorothy McGuire）為妻。
他最有名的可能是他勞資關係相關的創新。 在通用電氣公司工作期間，杰勒德·斯沃普實施了很多勞工相關的革新措施，為員工提供自願失業保險、利潤共享以及當時被認為是先進的各種計劃，為員工創造了更好的工作條件。
杰勒德·斯沃普不僅增加了公司銷售額和整體經濟效能，從而獲得了高額利潤和市場份額，同時重視員工培訓、留用人才，以提升員工忠誠度。 在瓦格納法案（英語：Wagner Act),通過之前，杰勒德·斯沃普“長期以來一直支持勞工立法。”
他曾擔任商業理事會(英語：The Business Council)主席，後來於1933年被稱為美國商務部(英語：United States Department of Commerce)商業顧問委員會 (英語：Business Advisory Council)。

杰勒德·斯沃普還擔任其他羅斯福政府的職位包括，國家復興管理局(英語：National Recovery Administration)（NRA）工業顧問委員會(英語：Industrial Advisory Board)成員（1933年）; 商務部廣告與規劃局(英語：Bureau of Advertising and Planning of the Department of Commerce)局長（1933年）; 煤炭顧問委員會(英語：Coal Advisory Board)主席（1933年）; 國家勞工委員會(英語：National Labor Board)成員（1933年）; 總統經濟安全諮詢委員會(英語：President's Advisory Council on Economic Security)成員（1934年）; 和社會保障諮詢委員會(英語：Advisory Council on Social Security)成員（1937-1938）。杰勒德·斯沃普於1942年擔任財政部助理部長。1942年，他擔任研究外國救濟預算預算委員會(英語：Committee to Study Budgets of Relief Appeals for Foreign Countries)主席。 因為這項工作，他贏得了胡佛獎章(英語：Hoover_Medal)。
他於1957年在紐約市去世。2005年，福布斯雜誌將杰勒德·斯沃普評為有史以來第20位最具影響力的商人。

## 斯沃普計劃
1931年9月，斯沃普提出了斯沃普計劃來復興經濟。 根據該計劃，聯邦貿易委員會（英語：Federal Trade Commission)將監督每個行業建立行業的貿易協會。 行業貿易協會會含蓋每家有50名員工以上的公司，並將規範行業產出及制定價格。 工人將獲得部份由雇主支付的人壽保險、養老金和失業保險。因此商會和其他保守團體非常熱烈的支持這項計劃。
但強烈支持自願性貿易協會的赫伯特·胡佛（英語：Herbert Hoover)總統譴責強制性、低效率和具壟斷性的計劃。
在一次口述歷史採訪中，利昂·凱瑟林（英語：Leon H. Keyserling)說羅斯福新政的全国產業復興法（英語：National Industrial Recovery Act) "最初是作為一種行業協會法案。該法案的原始草案源自於杰勒德·斯沃普復興計劃。"

當被問及1933年11月更新的斯沃普計劃時，羅斯福總統說："斯沃普計劃是針對國家復興管理局(N.R.A)終極發展的一個非常有趣的理論性建議"

## 榮譽
- 胡佛勳章(Hoover Medal), 1942[10]
- 法國榮譽軍團勳章（Legion of Honour） (法國)
- 旭日章(Order of the Rising Sun) (日本)
- 獲得羅格斯大學、聯合大學（英语：Union University）、柯蓋德大學，史蒂文斯理工學院和聖路易斯華盛頓大學的榮譽博士學位。[11]